# استان‌های اوکراین
کشور اوکراین به ۲۴ اوبلاست (استان) تقسیم شده‌اند. اوکراین دارای یک منطقه خودمختار به نام کریمه می‌باشد و شهر سواستوپول به لحاظ موقعیت نظامی خاص از وضعیت قانونی ویژه‌ای برخوردار است.

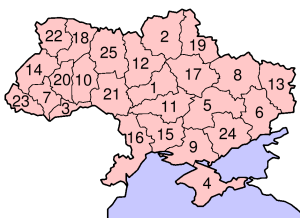

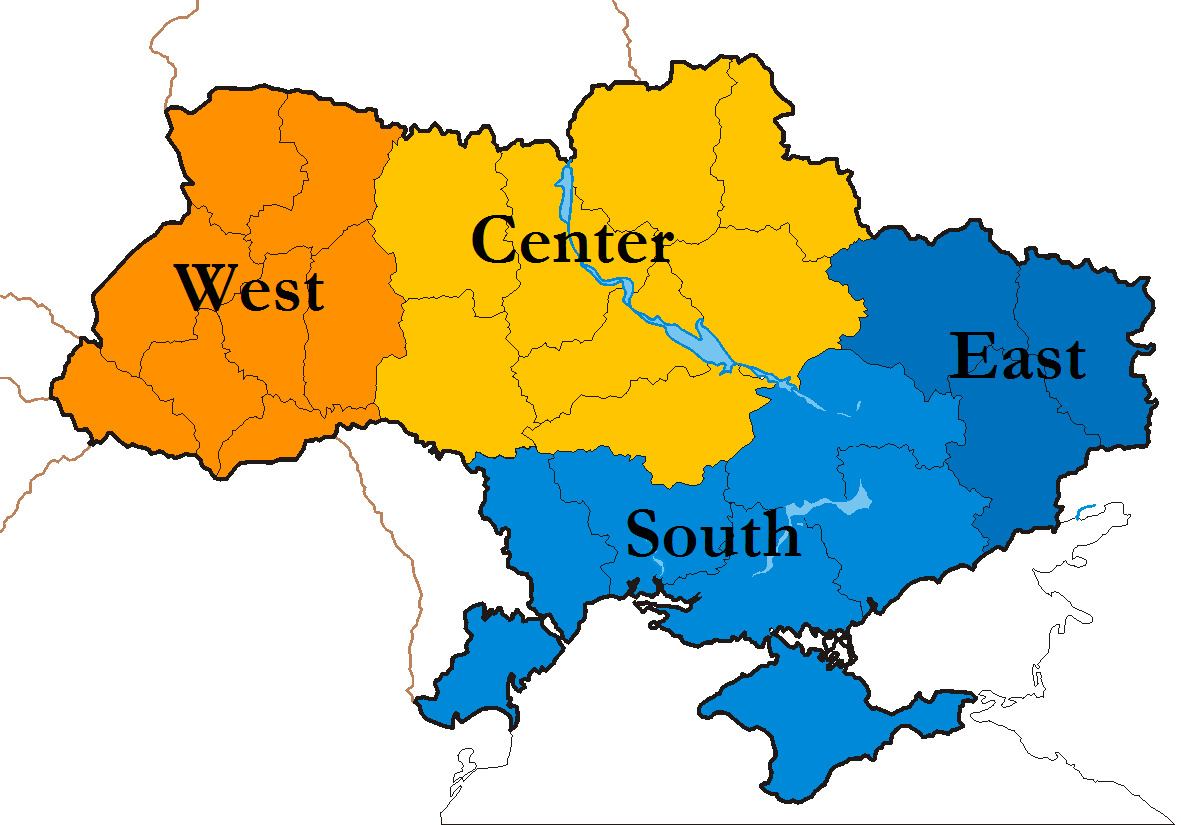

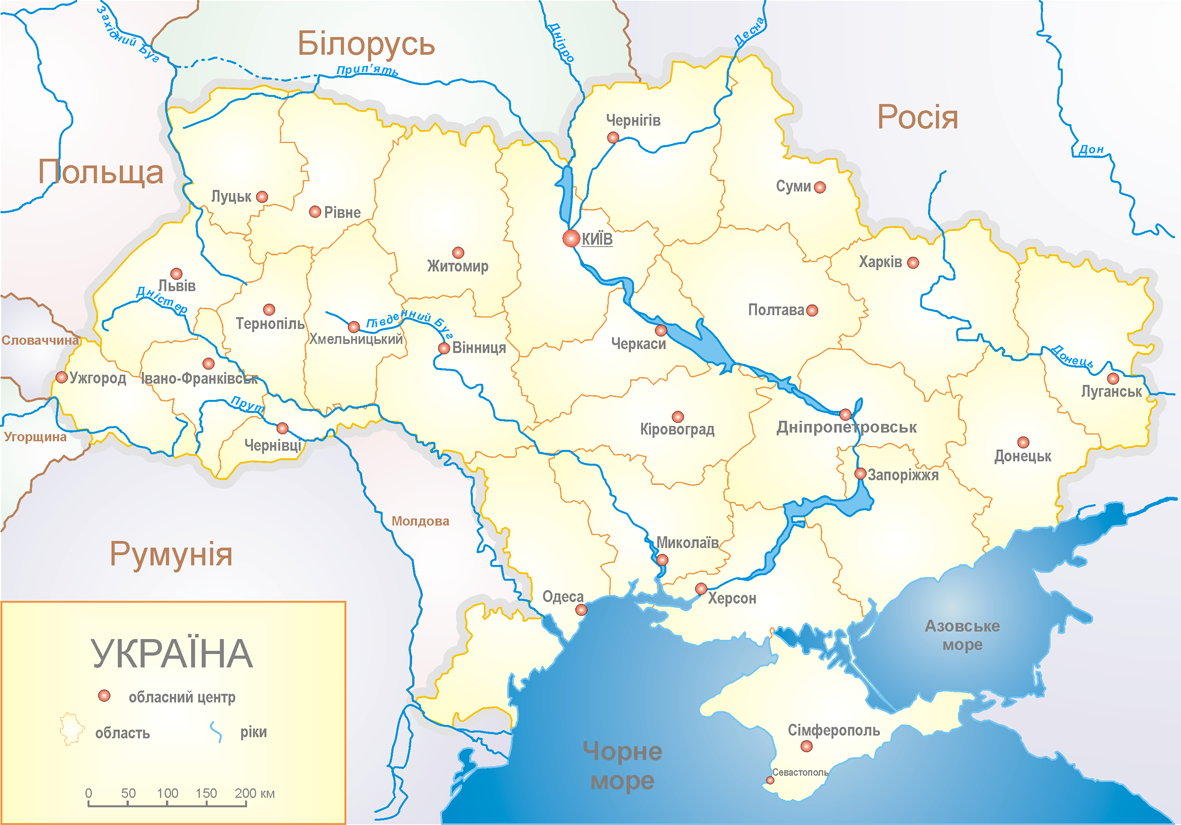

| # (map) | استان            | ناحیه | مساحت km2 | جمعیت (۲۰۰۶) | تراکم جمعیت | مرکز             |
| ------- | ---------------- | ----- | --------- | ------------ | ----------- | ---------------- |
| ۰۱      | چرکاسی           | مرکز  | ۲۰٬۹۰۰    | ۱٬۳۳۵٬۰۶۴    | ۶۳٫۹        | چرکاسی           |
| ۰۲      | چرنیهیو          | مرکز  | ۳۱٬۸۶۵    | ۱٬۱۵۶٬۶۰۹    | ۳۶٫۳        | چرنیهیف          |
| ۰۳      | چرنیوتسی         | غرب   | ۸٬۰۹۷     | ۹۱۳٬۲۷۵      | ۱۱۲٫۸       | چرنیوتسی         |
| ۰۴      | کریمه            | جنوب  | ۲۶٬۲۰۰    |              |             | سیمفروپول        |
| ۰۵      | دنیپروپتروفسک    | شرق   | ۳۱٬۹۱۴    | ۳٬۴۷۶٬۲۰۰    | ۱۰۸٫۹       | دنیپروپتروفسک    |
| ۰۶      | دونتسک           | شرق   | ۲۶٬۵۱۷    | ۴٬۶۲۲٬۹۰۰    | ۱۷۴٫۳       | دونتسک           |
| ۰۷      | ایوانو فرانکیسوک | غرب   | ۱۳٬۹۰۰    | ۱٬۳۸۱٬۷۰۰    | ۹۹٫۴        | ایوانو-فرانکیفسک |
| ۰۸      | خارکف            | شرق   | ۳۱٬۴۱۵    | ۲٬۸۰۸٬۷۰۱    | ۸۹٫۴        | خارکف            |
| ۰۹      | خرسون            | جنوب  | ۲۸٬۴۶۱    | ۱٬۱۲۶٬۰۰۰    | ۳۹٫۶        | خرسون            |
| ۱۰      | خملنیتسکی        | غرب   | ۲۰٬۶۴۵    | ۱٬۳۶۷٬۸۹۲    | ۶۶٫۳        | خملنیتسکی        |
| ۱۱      | کیرووهراد        | جنوب  | ۲۴٬۵۸۸    | ۱٬۰۵۷٬۹۵۱    | ۴۳          | کیرووهراد        |
| ۱۲      | کی‌یف             | مرکز  | ۲۸٬۱۳۱    | ۱٬۷۲۷٬۸۰۰    | ۶۱٫۴        | کی‌یف             |
| ۱۳      | لوهانسک          | شرق   | ۲۶٬۶۸۴    | ۲٬۴۰۹٬۰۰۰    | ۹۰٫۳        | لوهانسک          |
| ۱۴      | لووف             | غرب   | ۲۱٬۸۳۳    | ۲٬۵۵۲٬۹۰۰    | ۱۱۶٫۹       | لووف             |
| ۱۵      | میکولائیف        | جنوب  | ۲۴٬۵۹۸    | ۱٬۲۱۷٬۱۰۳    | ۴۹٫۵        | میکولائیف        |
| ۱۶      | اودسا            | جنوب  | ۳۳٬۳۱۰    | ۲٬۶۸۷٬۵۴۳    | ۸۰٫۷        | اودسا            |
| ۱۷      | پولتاوا          | مرکز  | ۲۸٬۷۴۸    | ۱٬۵۴۴٬۰۸۵    | ۵۳٫۷        | پولتاوا          |
| ۱۸      | ریونه            | غرب   | ۲۰٬۰۴۷    | ۱٬۱۵۴٬۶۸۲    | ۵۷٫۶        | ریونه            |
| ۱۹      | سومی             | مرکز  | ۲۳٬۸۳۴    | ۱٬۲۲۱٬۳۶۸    | ۵۱٫۲        | سومی             |
| ۲۰      | ترنوپیل          | غرب   | ۱۳٬۸۲۳    | ۱٬۱۰۷٬۲۹۴    | ۸۰٫۱        | ترنوپیل          |
| ۲۱      | وینیتسیا         | مرکز  | ۲۶٬۵۱۳    | ۱٬۶۹۱٬۰۶۱    | ۶۳٫۸        | وینیتسا          |
| ۲۲      | ولین             | غرب   | ۲۰٬۱۴۴    | ۱٬۰۳۶٬۸۹۱    | ۵۱٫۵        | لوتسک            |
| ۲۳      | زاکارپیتا        | غرب   | ۱۲,۷۷۷    | ۱,۲۴۱,۸۸۷    | ۹۷          | اوژهورود         |
| ۲۴      | زاپروژیا         | شرق   | ۲۷,۱۸۰    | ۱,۸۷۷,۲۰۰    | ۶۹          | زاپروژیا         |
| ۲۵      | ژیتومیر          | مرکز  | ۲۹٬۸۳۲    | ۱٬۳۲۸٬۱۵۸    | ۴۴٫۵        | ژیتومیر          |
| ۲۶      | شهر کی‌یف         | مرکز  | ۸۳۹       | ۲.۶۴۲.۴۴۰    |             |                  |
| ۲۷      | سواستوپول        | جنوب  | ۱٬۰۷۹     | ۳۷۹٬۲۰۰      | ۳۵۱٫۴       |                  |